# Carlos Mario Jiménez
Carlos Mario Jiménez Naranjo, alias "Macaco" o "Javier Montañez", es un exjefe paramilitar y narcotraficante, nacido en Marsella, Risaralda al centro-occidente de Colombia. Fue comandante del Bloque Central Bolívar de las Autodefensas Unidas de Colombia.

## Narcotráfico y paramilitarismo
De acuerdo con el perfil sobre su vida hecho por el portal Verdad Abierta, Jiménez Naranjo hizo parte del Cartel del Norte del Valle en la década de los ochenta, y se habría vinculado al paramilitarismo al ofrecer recursos económicos a los hermanos Castaño destinados a financiar las acciones militares de las AUC, tras lo cual se le habrían asignado tropas y recursos. En declaraciones a la fiscalía, sin embargo, declaró haber sido paramilitar desde el año 1990. 
"Macaco" comandó el temible Bloque Central Bolívar de las AUC, que al decir de expertos en narcóticos fue una organización criminal casi tan poderosa militar y económicamente como lo fuera en su tiempo el Cartel de Medellín. También se le ha acusado de ser uno de los fundadores de la organización criminal llamada las Águilas Negras.

## Desmovilización
Macaco junto con 1.922 de sus hombres, dejó las armas en el proceso de desmovilización que llevó a cabo el gobierno colombiano en 2005 y se sometió a la Ley de Justicia y Paz, entregando 2 helicópteros, 1 urbanización en Cáceres (Antioquia), 4 haciendas con 2.600 cabezas de ganado, el total de los bienes entregados para reparar a sus víctimas fue valorado en unos 37 millones de dólares. Para entonces el DAS lo señalaba como ser el tercero en la línea de mando de las AUC y mano derecha de Carlos Castaño. Se le acusaba igualmente de ser el jefe de cobro del Cartel del Norte del Valle y heredero del negocio de narcotráfico de alias "Rasguño".
No obstante, Macaco no reveló la mayoría de sus delitos dentro de los que se incluían masacres, asesinatos selectivos, robo de tierras entre otros, ni entregó sus bienes para "reparar" a los familiares de sus víctimas además de que se conocieron pruebas de que Macaco seguía delinquiendo desde la cárcel de Itagüí en Antioquia, por lo que fue trasladado a la cárcel de Cómbita en Boyacá, antesala para la extradición a Estados Unidos. Durante este tiempo trascendió que el proceso de desmovilización había sido infiltrado por organizaciones ligadas al narcotráfico para lograr amnistía por sus delitos. En particular, se dijo que 5000 desmovilizados del Bloque Central Bolívar bajo el comando de "Macaco" nunca combatieron a las guerrillas y en cambio correspondían al aparato sicarial de la organización en sus negocios con drogas ilícitas.

## Extradición
La extradición estaba lista para "Macaco" pero las víctimas del grupo paramilitar dirigido por este exigieron justicia y verdad e interpusieron una acción judicial para que Macaco responda por sus crímenes en Colombia antes de ser extraditado a los Estados Unidos donde le espera un juicio por narcotráfico. El gobierno insistió en que Macaco debía ser extraditado pero la Corte Suprema de Justicia no autorizó la extradición después de estudiar una acción de tutela interpuesta por las víctimas para buscar que el paramilitar responda por sus crímenes en Colombia, situación que generó polémica. Días después, el 7 de mayo de 2008, el Consejo Superior de la Judicatura revirtió el fallo de la tutela y Macaco fue extraditado, siendo el primero de los comandantes paramilitares desmovilizados en ser extraditado a los EE. UU.
En 2010, Jiménez Naranjo se declaró culpable de los cargos de narcotráfico que se le imputaron en los EE. UU. El 9 de noviembre de 2011 se anunció que "Macaco" fue condenado por un juzgado en Miami a 33 años de prisión por los delitos de tráfico internacional de drogas y narcoterrorismo.
En 2017 su esposa regresó a Colombia, luego de purgar su condena en los Estados Unidos.